# Titanodula menglaensis
Titanodula menglaensis (лат.) — вид богомолов из семейства Toxoderidae (Toxoderinae).
Встречаются в юго-восточной Азии (Китай). Назван по месту обнаружения (типовая местность: Menglun Town, Mengla Country, Xishuangbanna, провинция Юньнань, 101°11’E, 21°55’N, на высоте 700 м).

## Описание
Длина около 9 см. Основная окраска зелёная, часто со слоем белого налета на вентральной поверхности переднеспинки и передних крыльев. Сходен с видами T. attenboroughi и T. formosana по внешнему виду, но может быть отличим от последних видов по форме гениталий самцов: 1) Склерит L4A этих двух видов почти удлинённый ромб, и длина составляет около 1,9-2,3 от длины самой широкой точки, в то время как у T. menglaensis этот склерит более округлый, и длина только в 1,4 раза больше его ширины. 2) Sdpl у T. attenboroughi и T. formosana сильно изогнуты и направлены вверх, а угол изгиба у этих двух видов меньше, чем у T. menglaensis. 3) Основание sdpl мембранное, широкое у T. attenboroughi и T. formosana, а у вида T. menglaensis более склеротизированное и равномерное. 4) Paa и склерит L2 на левом фалломере у T. menglaensis более развиты, чем у двух других видов. Надкрылья покрывают брюшко полностью. Голова треугольная, шире высоты, с большими округлыми глазами. Антенны нитевидные. Переднеспинка длинная, с гладкой дорсальной поверхностью, без выступов или боковых расширений. Вентральная доля тазиков затемнена. Тёмные или чёрные пятна у основания 1-го, 2-го, 10-го и 15-го шипиков передних бёдер. Все сегменты передних лапок чёрные спереди. Пекредние бёдра с 4 дисковидными шипами, 15 передневентральными шипами и 4 задневентральными шипами.